# Base Naval Ushuaia
 Coordenadas : minutos ou segundos > 60

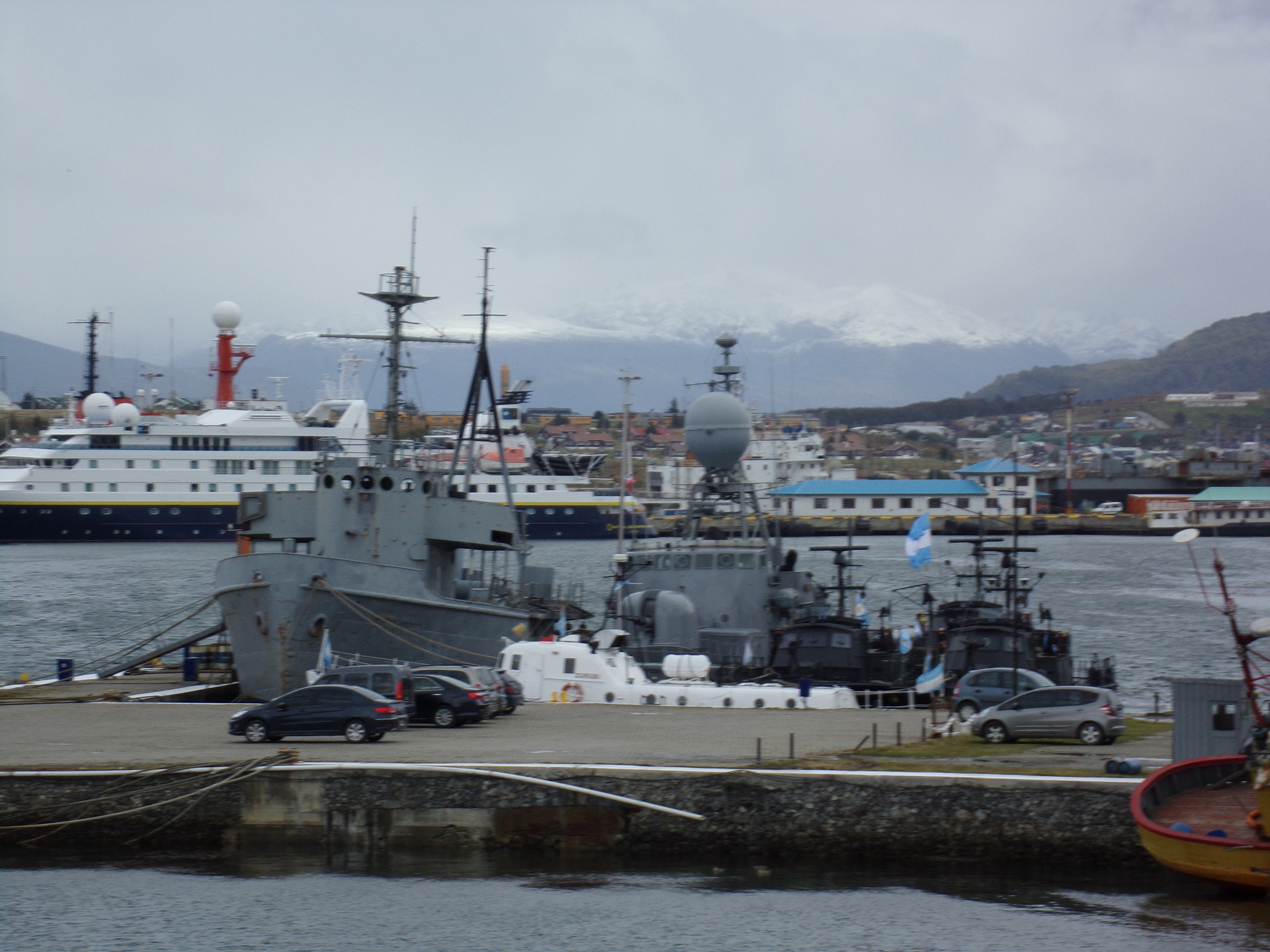
Base Naval Ushuaia

A Base Naval Ushuaia está localizada na cidade de Ushuaia, na Província da Terra do Fogo. Base da Marinha Argentina.
Conhecida como Base Naval Integrada Almirante Berisso (BNUS), foi criada em 3 de dezembro de 1950 pelo decreto Nº 26.424. Na época era presidente da República Juan Domingo Perón.
É o principal porto de defesa do Canal de Beagle. É também o porto e centro logístico de abastecimento argentino para a Antártida.